# Melittommopsis nigra
Melittommopsis nigra är en skalbaggsart som beskrevs av Lane 1955. Melittommopsis nigra ingår i släktet Melittommopsis och familjen varvsflugor. Inga underarter finns listade i Catalogue of Life.